# Ромуалд II (Беневенто)
Ромуалд II от Беневенто и Апулия (+ 731/732) е херцог на Херцогство Беневенто от 706 до 731/732 г.

## Биография
Той е син на херцог Гизулф I на Беневенто и Виниперга. Последва баща си на трона през 706 г. до 731/732 г.
Около 715 г. се жени за Гумперга, дъщеря на Аврона, сестра на крал Лиутпранд. С нея има син Гизулф II. По-късно се жени за Ранигунда, дъщеря на dux Гайдуалд от Брексия (Бреша).
През 717 г. завладява византийския Куме. Папа Григорий II изгонва лангобардите от там и плаща на Ромуалд 70 златни пфунда, за да освободи крепостта.
След смъртта му през 731 или 732 г. започват разногласия за наследството на трона, при които узурпаторът Аделайз има първоначални успехи спрямо Гизулф II.